# أدولف ميخائيل بوهم
أدولف ميخائيل بوهم (بالألمانية: Adolf Michael Boehm) هو رسام نمساوي، ولد في 25 فبراير 1861 في فيينا في النمسا، وتوفي في 20 فبراير 1927 في كلوسترنوبرغ في النمسا.